# Économie de la Corrèze
L'économie de la Corrèze est variée, avec une prépondérance pour l'agriculture. Se situant au carrefour des axes nord-sud N20-A20 et est-ouest N89-A89, Brive-la-Gaillarde est la ville la plus dynamique économiquement. Tulle, la préfecture, est plus défavorisée par sa situation géographique.

## Évaluation économique

### Agriculture
L'élevage bovin est la principale activité agricole du département de la Corrèze. La race Limousine est la plus représentée dans les exploitations agricoles, avec 295 000 têtes de bovins décomptées, en 2013. La Corrèze assure près d'un tiers de la production de veaux de lait élevés sous la mère. La production laitière atteint près de 55 millions d'hectolitres, dans la zone proche de l'Auvergne, comprise entre Tulle, Brive-la-Gaillarde et Ussel, pour une majorité de transformation fromagère, notamment en fromage cantal ou bleu d'Auvergne.
La même année 2013, les exploitations spécialisées dans l'élevage ovin, comptaient environ 47 000 brebis.
L'élevage porcin, quant à lui, est assez récent, avec moins de 200 exploitations.
Parallèlement à ces élevages traditionnels, se sont développés de plusieurs autres filières : canards gras, culture de petits fruits rouges, noix du Périgord, l'arboriculture fruitière, en majorité pour les pêches et les prunes, ainsi que la viticulture, avec une production de vin paillé, à Branceilles, Beaulieu-sur-Dordogne, ou le vin des Coteaux du Saillant Vézère.
Le bois est aussi une ressource économique pour le département grâce aux nombreuses forêts.
Pour suivre et aider dans les activités agricoles, la chambre d'agriculture de Corrèze compte 4 antennes dans le département.

### Industrie
Il existe également une production hydroélectrique de première importance le long de la Dordogne. L'économie du département est également centré sur l'agroalimentaire, la métallurgie et la production de papiers et carton, via la filière bois.

## Emplois et répartitions économiques
| Effectif total | Agriculture | Industrie | Construction | Tertiaire marchand | Tertiaire non marchand |
| -------------- | ----------- | --------- | ------------ | ------------------ | ---------------------- |
| 96 000         | 5,10 %      | 13,90 %   | 7,20 %       | 39,30 %            | 34,50 %                |

Selon les données de l'INSEE, de 2013, seuls 60,50 % des ménages fiscaux corréziens sont imposables. Environ 18 800 foyers fiscaux ont un revenu médian, contre 19 402 en France.[Quoi ?] Le taux de pauvreté est de 13,80 %, contre 14,10 % en France.